# Siemens Club RM–722
Siemens Club RM–722 típusjelű rádió-magnó. Gyártó: Siemens Electrogeräte GmbH, NSZK.
A készülék közép-, rövid-, és ultrarövidhullámú sáv vételére alkalmas rádiórésszel rendelkezik és 2 x negyedsávos sztereó hangfelvételre és -lejátszásra alkalmas magnórészt tartalmaz, amely sztereó végerősítővel van egybeépítve. A rádióvételnél URH sávban lehetséges a sztereó vétel is. A beépített hangsugárzó rendszer mindkét csatornában kétutas, magas- és mélysugárzókat tartalmaz. A berendezéssel a beépített rádió URH sávjáról, a beépített elektretmikrofon-párral valamint külső műsorforrásból sztereó felvételek készíthetők. A felvételi kivezérlést automata áramkör szabályozza, amelyet két nagyméretű Depréz-műszeren is ellenőrizni lehet. Az egyik a telefeszültség ellenőrzésére használható, a másik a pedig hangoslásjelzőként is működik. A magnó futóművének vezérlése nyomógombos üzemmódkapcsolók segítségével történik, amelyek normál funkciójukon túl biztosítják a műsor-gyorskeresés lehetőségét is. A mechanika automata szalagvégkapcsolóval, számlálóval és sleep üzemkikapcsolóval is fel van szerelve. A szalagmozgató mechanikát működtető motornak a fordulatszámát tranzisztoros áramkör stabilizálja.

## Műszaki adatok és minőségi jellemzők

### Mechanikai adatok
- Üzemeltetési helyzet: vízszintes és függőleges
- Szalagtárolási rendszer: Compact Cassette
- Rögzítőhető sávrendszer: 2 x negyedsáv, sztereó
- Lejátszható sávrendszerek: 
  - 2 x negyedsáv, sztereó
  - félsáv mono
- Felvételi és lejátszási szalagsebesség: 4,76 cm/s ± 2%
- Szalagsebesség-ingadozás: ± 0,3%
- Gyorstekercselési idő C 60 kazettánál: 80 s
- Beépített motor: 1 db egyenáramú
- Szalaghosszmérés: háromjegyű számlálóval
- Külső méretek: 110 x 250 x 405 mm
- Tömege: 3,6 kg (telepek nélkül)

### Hangfrekvenciás átviteli jellemzők
- Használható szalagfajták: 
  - vasoxidos (Fe2O3)
  - kóromdioxidos (CrO2)
- Frekvenciaátvitel szalagról mérve: 
  - 30...8000 Hz ± 3 dB (Fe2O3)
  - 30...9500 Hz ± 3 dB (CrO2)
- Jel-zaj viszony szalagról mérve, 1 kHz/0 dB jelnél: 
  - >= 40 dB (Fe2O3)
  - >= 42 dB (CrO2)
- Törlési csillapítás 1 kHz/0 dB jelnél: >= 60 dB
- Szalagról mért harmonikus torzítás, feszültségkimeneten, 333 Hz/0 dB jelnél:
  - >= 5% (Fe2O3)
  - >= 4% (CrO2)
- A végerősítő frekvenciaátviteli sávja: 80...10 000 Hz -2 dB
- A végerősítő harmonikus torzítása:
  - 333 Hz/0 dB jelnél: <= 6%
  - 1000 Hz/0 dB jelnél: <= 10%

### Üzemi adatok
- Felvételi és lejátszási korrekció: 
  - 3180 + 120/70 µs
- Törlő és előmágnesező áram frekvenciája: 50 kHz ± 5 kHz
- Tápegyenfeszültség: 9 V
- A tápegyenfeszültség üzemi tűrése: +1 V / -1,6 V
- Telepkészlet: 6 db 1,5 V-os R 20-as góliátelem
- Hálózati tápfeszültség: 220 V, 50 Hz
- Teljesítményfelvétel hálózatból: 20 VA
- Megengedett hálózati feszültségingadozás: ±10 V

### Általános adatok
- Hangszínszabályozás lejátszáskor: -14 dB 100 Hz-en
- Hangfrekvenciás bemenetek:
  - mikrofon: 2 x 0,1 mV/2 kOhm
  - feszültség: 2 x 95 mV/0,5 MOhm
- Hangfrekvenciás kimenetek:
  - jelfeszültség: 2 x 100 mV/22 kOhm
  - fejhallgató: 2 x 2,65 V/15 ohm
  - hangszóró: 2 x 3,2 V/4 ohm
- Hangfrekvenciás kimeneti teljesítmény:
  - telepes üzemben: 
    - 2 x 0,8 W/4 ohm (szinuszos)
    - 2 x 1 W/4 ohm (zenei)

  - hálózati üzemben:
    - 2 x 1,2 W/4 ohm (szinuszos)
    - 2 x 1,5 W/4 ohm (zenei)
- Beépített hangszóró: 2 db 2 W/4 ohm + 2 db 0,5 W/4 ohm
- Kivezérlésmérő: 2 db 500 µA-es Deprez-műszer

### Rádiófrekvenciás adatok
- Vételi sávok: 
  - középhullám, 550...1610 kHz
  - rövidhullám I., 5,9...6,2 MHz
  - rövidhullám II., 7...18 MHz
  - URH (OIRT norma), 65...73 MHz
- Vételi érzékenység:
  - középhullámon: 800 µV/m
  - rövidhullám I.-en: 75 µV/m
  - rövidhullám II.-n: 30 µV/m
  - URH-n: 9 µV
- Vételi szelektivitás:
  - középhullámon:  >= 32 dB
  - rövidhullámon:  >= 30 dB
  - URH-n: >= 30 dB
- Frekvenciaátvitel rádióműsor-vételnél:
  - AM sávon: 100...3200 Hz -6 dB
  - FM sávon: 20...10 500 Hz -6 dB
- Demodulációs torzítás:
  - AM sávokon: <= 2,3%
  - FM sávon: <= 2%

### Szolgáltatások
- Automata szalagvégkapcsoló: van
- AFC áramkör URH vételnél: van
- Automata felvételi kivezérlés: van
- Kézi kivezérlésszabályozási lehetőség: nincs
- Beépített elektretmikrofon: van (2 db)
- Felvételi együtthallgatás: van
- Külső tápforrás-csatlakozó: van (csak hálózati)
- Pillanat-állj távvezérlés: nincs
- Műsor-gyorskereső üzemmód: van

### Beépített erősítőelemek
- Tranzisztorok:
  - 6 db HIT–9011H, G
  - 4 db HIT 9014NC
  - 2 db HIT–9014C
  - 1 db HIT 9015C
  - 2 db HIT–5609C, B
  - 2 db HIT–8050B
  - 1 db 2 SC 1368B
- Integrált áramkörök: 
  - 1 db LA 1201C
  - 1 db BA 1320
  - 2 db BA 333
  - 1 db AN 7145M

### Mechanikus beállítási adatok
- A gumigörgő nyomóereje felvétel/lejátszás üzemmódban: 250...300 cN
- A felcsévélő tengelycsonk forgatónyomatéka felvétel/lejátszás üzemmódban: 75...95 cN
- A csévélő tengelycsonkok forgatónyomatéka gyorstekercselésnél: 
  - jobb oldali: 120 cN ± 20 cN
  - bal oldali: 120 cN ± 20 cN
- Az automata szalagvégkapcsoló mechanikus érzékelőjének nyomatéka: 35 cN
- A hajtómotor fordulatszám-szabályozása: ± 3% (a motorházba épített fordulatszám-stabilizáló áramkörrel)

### Áramfelvételi adatok
- Üresjáratban: 30 mA
- Gyorstekercselésnél: 210 mA ± 30 mA
- Lejátszás üzemben: 250 mA ± 50 mA
- Felvételi üzemben: 280 mA
- Felvétel a beépített rádióból közepes monitorhangerőnél: 350 mA
- Rádióműsor-hallgatás legnagyobb hangerőnél: 280 mA

### Elektromos beállítások
- Előmágnesező áram: 
  - 0,8 mA (Fe2O3)
  - 2 mA (CrO2)
- Előmágnesező feszültség: 80 mV / 200 mV
- Az előmágnesezés állíthatósága: ± 1 mA
- Törlés: nagyfrekvenciás
- Törlőfeszültség: 12,5 V ± 2,5 V
- Beépített fejek:
  - 1 db félsávos törlőfej,
  - 1 db 2 x negyedsávos sztereó kombináltfej

(mindkét fej lágy permalloyból készült fejmagot tartalmaz)

### Rádiófrekvenciás beállítások
- AM középfrekvencia: 460 kHz
- FM középfrekvencia: 10,7 MHz
- Az AM oszcillátorok hangolása: a rádiófrekvenciás adatoknál megadott vételi sávok szélső frekvenciáin
- Az AM modulátorok hangolási pontjai:
  - középhullámon: 500 kHz/1500 kHz
  - rövidhullám I.-en: 6 MHz/6,2 kHz
  - rövidhullám II.-n: 8 MHz/15 MHz
- Az FM oszcillátor hangolása: 65 MHz/73 MHz
- Az FM modulátor hangolása: 66 MHz/72 MHz